# Віллата
Віллата (італ. Villata, п'єм. La Vilata) — муніципалітет в Італії, у регіоні П'ємонт, провінція Верчеллі.
Віллата розташована на відстані близько 510 км на північний захід від Рима, 70 км на північний схід від Турина, 8 км на північ від Верчеллі.
Населення — 1582 особи (2014).
Покровитель — San Barnaba.

## Демографія
Населення за роками:

Станом на 1 січня 2023 року в муніципалітеті офіційно проживало 75 іноземців з 20 країн, серед них 13 громадян країн Євросоюзу та 5 громадян України.

## Сусідні муніципалітети
- Борго-Верчеллі
- Карезанаблот
- Казальволоне
- Ольденіко
- Сан-Наццаро-Сезія
- Верчеллі